# Heroes of Might and Magic II
Heroes of Might and Magic II: The Succession Wars (сокращённо Heroes II) — компьютерная игра в жанре пошаговой стратегии с элементами RPG, вторая часть в серии фэнтезийных игр Heroes of Might and Magic. Игра была разработана компанией New World Computing и издана The 3DO Company 1 октября 1996 года. В 1997 году к Heroes of Might and Magic II было выпущено официальное дополнение — The Price of Loyalty, разработанное компанией Cyberlore Studios.
В России Heroes of Might and Magic II и дополнение The Price of Loyalty были локализованы компанией «Бука» как единая игра под названием «Герои меча и магии II: Золотая серия», которая была издана в составе сборника «Герои меча и магии. Платиновая серия» 17 апреля 2003 года.

## Игровой процесс
Heroes of Might and Magic II визуально очень похожа на игру-предшественника, однако имеет ряд принципиальных отличий в игровом процессе.

### Герои и города
Как и в Heroes of Might and Magic I, в Heroes II игровые фракции определены классами героев и соответствующими видами городов. В дополнение к уже существующим классам героев из первой части — Рыцарь, Варвар, Волшебница и Чернокнижник, — в Heroes II появились два новых класса: Маг и Некромант.

### Вторичные навыки
В Heroes II игроку предлагается развивать героев с помощью системы вторичных навыков. В противоположность первой части серии, в которой герой имел только четыре основных параметра (атака, защита, сила магии и знание), вторая игра серии позволяет развивать и множество вторичных навыков. Часть навыков схожи по действию с особыми способностями героев из Heroes of Might and Magic I (например, «Навигация» и «Разведка»). Герой может владеть максимум восемью из четырнадцати возможных вторичных навыков. Каждый вторичный навык может быть развит до одного из трёх уровней: базовый, продвинутый или экспертный. Когда герой переходит на новый уровень (путём получения опыта или посещения специальных строений), он получает +1 к одному из основных параметров, а также имеет право выбрать один из двух вторичных навыков. Может быть предложен как новый навык базового уровня, так и повышение уровня уже имеющегося навыка.
- «Стрельба». Увеличивает урон, наносимый стреляющими войсками героя.
- «Баллистика». Повышает эффективность катапульты при осаде замков.
- «Дипломатия». Позволяет за определённую плату нанимать часть отряда нейтральных существ.
- «Орлиный взор». Способность позволяет узнать часть заклинаний, применённых в битве противником.
- «Казначей». Способность наделяет героя приносить доход.
- «Лидерство». Увеличивает мораль войск и требуется для взятия некоторых артефактов.
- «Логистика». Увеличивает скорость передвижения героя по суше.
- «Удача». Увеличивает удачу войск.
- «Мистицизм». Увеличивает скорость восстановления героем маны.
- «Навигация». Увеличивает скорость передвижения героя по воде.
- «Некромантия». После выигрыша битвы у героя есть возможность превратить часть погибших в битве войск противника в скелетов и присоединить их к своей армии, если для них есть место в стеке. Количество скелетов составляет определённый процент от численности убитых в бою войск врага.
- «Следопытство». Увеличивает скорость передвижения героя по труднопроходимой местности (пустыня, болото и пр.).
- «Разведка». Увеличивает радиус обзора героя.
- «Мудрость». Увеличивает максимальный уровень заклинаний, которые герой может изучить.

### Магия

Окно просмотра параметров, армии и артефактов героя.

В Heroes II была существенно изменена система магии. В первой части серии основной параметр знание обозначал максимальное количество применений одного заклинания: к примеру, герой со знанием, равным 4, мог колдовать каждое из своих заклинаний не более, чем четыре раза. В Heroes II эта система была заменена системой очков магии, или маной. При этом герой выучивает заклинание навсегда, но каждое его применение сто́ит определённое число очков магии. Количество маны, которое есть у героя, обычно определяется числом его знания, умноженным на 10. Например, если у героя знание равно 3, то изначально у него есть 30 очков магии. После того, как герой сотворит заклинание стоимостью 8 очков, у него их останется 22. Очки заклинания обычно восстанавливаются по одному за день, однако с помощью некоторых аспектов геймплея этот процесс может быть ускорен.
В городе героя Мага появилась возможность постройки Библиотеки, добавляющей по одному заклинанию на каждый уровень Башни магии.

### Существа
Heroes of Might and Magic II предоставляет игроку возможность улучшать существ. Улучшение возможно с помощью строительства усовершенствованных вариантов жилищ этих существ в городах. К примеру, после улучшения строения Халупа в городе Варвара вместо обычных орков будут наниматься вожди орков. Обычно улучшенные существа отличаются от своих базовых аналогов только увеличением одной или нескольких основных характеристик (например, атаки, защиты, здоровья или скорости), но иногда улучшенное существо обладает немаловажными специальными возможностями. Так, например, вампиры-лорды (получаемые улучшением обычных вампиров в городе Некроманта) могут высасывать жизнь из своих врагов: это означает, что при ударе они не только наносят урон атакованному существу, но и прибавляют к своему здоровью столько же пунктов, сколько они отняли в виде урона у врага. При этом таким образом погибшие вампиры в отряде могут восстать из мёртвых, что делает их очень серьёзными противниками. Обычное существо также может быть улучшено при наличии необходимого строения в городе за двойную цену — исходя из разницы между ценой обычного и улучшенного существа.
Некоторые нейтральные войска, обитающие вне городов, могут присоединиться к армии героя за деньги. Для этого герою нужно иметь нужную сумму денег и владеть навыком «Дипломатия». При экспертной «Дипломатии» присоединяются весь отряд нейтральных существ, при продвинутой — половина существ, при базовой — четверть отряда; деньги же всегда берутся в одинаковом количестве. При сдаче в битве герой обязан уплатить противнику определённый процент стоимости своего войска. При отсутствии навыка «Дипломатии» это 50 % стоимости всех отрядов, а при экспертной «Дипломатии» — 20 %. При наличии артефакта Перо у героя стоимость снижается ещё в 5 раз.

## Сюжет
Действие Heroes of Might and Magic II разворачивается в королевстве Энрот на одноимённом континенте одноимённого вымышленного мира. После смерти короля Морглина из династии Айронфистов (англ. Ironfist), фигурировавшего в сюжете Heroes of Might and Magic I, разразилась борьба за наследство между его сыновьями — Роландом и Арчибальдом. Роланд олицетворяет собой «добрые» силы Рыцарей, Волшебниц и Магов, а Арчибальд — «злые» силы Варваров, Чернокнижников и Некромантов. Выбор наследника в королевстве Энрот должен был определиться королевским провидцем, однако он и три его преемника умирают при странных обстоятельствах. Арчибальд публикует прокламацию, утверждающую о причастности Роланда к происшедшему. Роланд, в страхе за свою жизнь, спасается бегством в летний дворец, а в отсутствие брата Арчибальд подкупом и угрозами принуждает нового провидца избрать его как нового короля.
Эта история рассказывается во вступительном ролике к игре. После неё игроку представляется выбор сюзерена для прохождения двух сюжетных кампаний — за Роланда и Арчибальда.

### Сюжетная линия Арчибальда
Игрок берёт на себя роль генерала, служащего Арчибальду. Подчинив себе лордов-мятежников в окрестностях его замка, игрок по приказу Арчибальда отправляется в ледяную пустыню Краш с целью сплотить обитающие там племена варваров и пополнить ими армию для войны с его братом Роландом. Арчибальд, тем временем, к своему недовольству получает известие о заключении союза между Роландом и королём гномов Роклином. Одновременно к Арчибальду приходят члены Гильдии Некромантов с просьбой о помощи: их заклятые враги из Гильдии Чародеев, которые также состоят в союзе с Роландом, практически вытеснили некромантов с их земель и угрожают расправой над ними. Возникает сюжетная развилка и игроку предлагается выбор — завоевать земли гномов с целью разрушить их союз с Роландом, или же прийти на помощь некромантам и победить Гильдию Чародеев. В результате, силы игрока соответственно получают либо поддержку огров с окрестных гномьих земель, либо помощь в виде генерала от Гильдии Некромантов. После брифинга с Арчибальдом игрок получает послание от Роланда, который предлагает ему перейти на его сторону. Это является ещё одной сюжетной развилкой: в случае согласия, игрок переходит в 5-ю миссию кампании Роланда, теряя союз с ограми или с Гильдией Некромантов (в зависимости от того, кому помог ранее Арчибальд). При сохранении верности Арчибальду выясняется, что его брат переманил на свою сторону другого генерала войск Арчибальда, и соотношение сил снова меняется в пользу врага.
Оказавшись на грани поражения, Роланд засылает своих агентов в глубокий тыл земель Арчибальда и поднимает там бунт среди крестьян. Для подавления восстания и ликвидации вражеских агентов Арчибальд посылает в помощь игроку своего ближайшего сподвижника Лорда Корлагона — рыцаря-некроманта. После этого Арчибальд решает провести наступательную кампанию против вассалов Роланда. В то же время один из его советников предлагает заручиться поддержкой драконов для армии. Генералу, роль которого исполняет игрок, вновь предлагается выбор: силой подчинить себе драконов, которые не желают вставать ни на чью сторону, или начать наступление на Роланда без их поддержки. В первом случае игроку предстоит пробраться в пустыню, где находится замок Короля Драконов. Пленение их Короля вынуждает драконов присоединиться к Арчибальду в его войне с братом — в этом случае игрок начинает наступление против вассалов Роланда с небольшим опозданием. После этого перед игроком встаёт ещё одна, последняя сюжетная развилка в кампании. Одна половина советников Арчибальда вместе с Лордом Корлагоном считают, что будет лучше накопить огромные силы для нанесения последнего удара по Роланду. Вторая половина предлагает вместо этого отыскать могущественный артефакт — Корону Всевластия, которая также нужна и Роланду. Подготовившись тем или иным образом к решающему удару по Роланду, Арчибальд побеждает своего брата в тяжёлом бою у летнего дворца и получает власть над всем королевством Энрот. Персонаж игрока награждается титулом герцога и правом обладания летним дворцом Роланда. Арчибальд сохраняет жизнь своему брату, но навек заключает его в подземелье, издевательски нарекая Роланда «Императором Западной Башни».

### Сюжетная линия Роланда
Игрок выступает в роли верного Роланду генерала и получает задание разгромить нескольких мятежных лордов в окрестности его летнего дворца. Тем временем войска Арчибальда вторгаются в земли гномов с целью устрашения и разграбления их сокровищ, нужных для ведения войны. Король гномов Роклин направляет Роланду призыв о помощи из-за зверств, творимых войсками Арчибальда. Одновременно с этим крупная армия Арчибальда направляется к местности Каратор с развитой горнодобывающей промышленностью, также нужной Роланду для его армии. Поэтому Роланд советуется с генералом, которого представляет игрок, что делать дальше — оказать помощь гномам или прямо бросить силы в Каратор. В первом случае игроку предстоит защищать города гномов, сражаясь против мобильных и быстрых вражеских сил, уже захвативших три гномьих поселения. В Караторе, область которого изобилует шахтами, в которых добываются редкие ресурсы, армия Роланда прибывает с некоторым опозданием относительно Арчибальда. После брифинга с Роландом, игрок получает сообщение от Арчибальда, предлагающее перейти на его сторону. В случае согласия, игрок переходит в 5-ю миссию кампании Арчибальда, теряя союз с гномами. При сохранении верности Роланду выясняется, что Арчибальд сумел-таки переманить к себе другого генерала войск Роланда и соотношение сил снова меняется в пользу врага.
В преддверии одной из первых серьёзных битв, Роланду поступает сообщение от гильдии волшебниц в городе Норастон, которому угрожают силы Арчибальда. Роланд посылает им на помощь рыцаря Лорда Холтона. После успешного разгрома сил Арчибальда под Норастоном, гильдия волшебниц посылает в помощь опытного члена гильдии Сестру Элизу. Роланд считает, что пора готовиться для наступления на земли Арчибальда, однако советники Роланда расходятся во мнениях, что следует предпринять дальше: либо набрать сил для решающей схватки с Арчибальдом, либо отыскать Корону Всевластия. Это вторая и последняя сюжетная развилка в кампании Роланда. После неё армия Роланда вступает в открытый бой с силами Арчибальда, которые внезапно нанесли удар вглубь земель Роланда. Игрок получает в своё командование Лорда Хаарта — одну из ключевых фигур в следующей игре Heroes of Might and Magic III. Противник, в свою очередь, располагает мощной армией во главе с Лордом Корлагоном. После разгрома своих сил Арчибальд отвергает предложение Роланда о капитуляции и собирает большую армию для последнего боя. После победы над братом Роланд становится полноправным правителем королевства Энрот. Арчибальд же в качестве наказания превращается в каменную статую — с возможностью последующего оживления, которое происходит в ходе сюжета игры Might and Magic VI: The Mandate of Heaven.

## Отзывы и критика
| Русскоязычные издания | Русскоязычные издания |
| Издание               | Оценка                |
| --------------------- | --------------------- |
| «Страна игр»          | 9 из 10               |
| Магазин игрушек       | 92,3 %                |

Вклад первой игры в успех серии Heroes of Might and Magic был достаточно велик, но улучшенная графика и игровой баланс Heroes of Might and Magic II сделали её намного более популярной. В России и в ряде европейских стран Heroes II больше года находилась на первом месте по числу продаж. Эта и последующие игры во многом помогли The 3DO Company и компании New World Computing остаться на плаву.

## Дополнение
30 апреля 1997 года The 3DO Company выпустила официальное дополнение к Heroes of Might and Magic II — The Price of Loyalty, разработанное сторонней компанией Cyberlore Studios. The Price of Loyalty добавляет в игру новые одиночные сценарии и кампании, новые артефакты, множество новых объектов на карте, новое сооружение для города Некроманта, а также улучшает редактор карт Heroes II.

## Ремейк
В 2022 году вышла версия 1.0 воссозданного фанатами движка игры с открытым исходным кодом под названием fheroes2. Эта версия совместима с современными операционными системами и добавляет в игру ряд новых функций — в частности, автобой, позволяющий пропустить некоторые битвы. Для работы требуется наличие лицензионной версии оригинальной игры.